# جبل البنات (السعودية)
جبل البنات هو أحد جبال العلا الأثرية في منطقة المدينة المنورة غرب المملكة العربية السعودية. يمثل أكبر تجمع للمدافن النبطية في المنطقة، ويبلغ عددها 29 موزعة على جميع جوانب الجبل. 

## التسمية
يضم الجبل كتابات نبطية موضح من خلالها تفاصيل ملكية المدافن، كما يسجل على صخوره أسماء الإناث إشارة إلى أسماء النساء والفتيات المدفونات في الموقع، ومن هنا جاءت التسمية.